# Polard
Pour les articles ayant des titres homophones, voir Polard (homonymie), Polar, Pollard, Polart et Pollart.
 (octobre 2008).
Si vous disposez d'ouvrages ou d'articles de référence ou si vous connaissez des sites web de qualité traitant du thème abordé ici, merci de compléter l'article en donnant les références utiles à sa vérifiabilité et en les liant à la section « Notes et références ».
Polard ou polar est un terme familier et péjoratif.

## Usage
Polard ou polar est un substantif français, terme familier et péjoratif utilisé tout particulièrement en faculté de médecine, en école vétérinaire et en faculté de pharmacie, mais aussi en classe préparatoire et dans les grandes écoles. Issu du jargon étudiant, le mot désigne un étudiant qui passe sa vie polarisé sur les mêmes sujets, le nez dans ses cours polycopiés.
Un certain nombre de rumeurs et de stéréotypes circulent dans le monde étudiant, faisant référence aux « polards », sur un ton humoristique empreint d'autodérision. En ce sens, l'usage de ce terme rejoint les blagues relayées sur les femmes blondes, ou encore, en France, sur les Belges.
On retrouve cette qualification dans un certain nombre de rites scolaires, pour désigner une personne qui ne ferait pas partie d'un groupe « festif », qui ne saurait pas « se lâcher » :

« À ceux qui savent faire la fête, « stars », « légendes », « figures mythiques » ou encore « peoples », vont s’opposer ceux qui, restés dans une logique scolaire, n’ont pas su s’intégrer : ce sont les « bûcheurs », les « polards », et autres « nobodies » (dits « nobods »)…
« Il y a une forte pression des 2e année pour que les 1re année boivent et s’amusent… Les 2e année disent régulièrement aux 1re année que ce sont des polars, qu’ils ne font pas assez la fête et sont trop dans leurs cours. » Étudiant en 1re année de l’ESSEC. »

Dans plusieurs grandes écoles françaises, le terme polard a été dérivé en verbe (polarder ou polardiser signifiant réviser ses cours), et même en nom (le polardage faisant référence à la masse de polycopiés devant être révisés). 
On peut également trouver le terme furet ou furette au féminin, pour désigner des personnes travaillant en permanence et trouvant du plaisir à la reconnaissance de leur travail par le corps professoral.
Le polard est aussi, dans la littérature des années 1960-1970, un bon élève raillé par ses camarades. Il fait alors, socialement, davantage référence à une mise à l'écart, ponctuelle, d'un groupe donné, qu'à une réelle habitude socialement signifiante.
En Afrique francophone, est qualifiée de polard une personne nulle dans un domaine. Ce substantif est notamment utilisé dans le sport lorsqu'un joueur joue très mal.